# Grayville
Grayville é uma cidade localizada no estado americano de Illinois, no Condado de Edwards e Condado de White.

## Demografia
Segundo o censo americano de 2000, a sua população era de 1725 habitantes.
Em 2006, foi estimada uma população de 1620, um decréscimo de 105 (-6.1%).

## Geografia
De acordo com o United States Census Bureau tem uma área de
4,0 km², dos quais 3,9 km² cobertos por terra e 0,1 km² cobertos por água.

## Localidades na vizinhança
O diagrama seguinte representa as localidades num raio de 16 km ao redor de Grayville.